# Фёдор Александрович (сын Александра Тверского)
Фёдор Александрович (1-я пол. 1320-х — 28 октября 1339) — сын князя Александра Михайловича Тверского, убитый вместе с ним в Орде.

## Биография
Фёдор был вторым сыном князя Александра (старший, Лев, родился в 1320 и умер в 1322 году). Родился он, вероятно, через год или несколько после Льва: впервые летопись упоминает о нём в 1336 году как о юном, но уже способном на самостоятельные действия княжиче.
После Тверского восстания 1327 года Александр Михайлович вместе с семьёй бежал во Псков и стал там князем. Однако он скучал по Твери и боялся, что если не вернётся обратно, дети его станут изгоями. Александр послал Фёдора в Орду, чтобы узнать, можно ли как-то умилостивить хана Узбека. В 1336 году Фёдор благополучно возвратился вместе с монгольским послом и привёз хорошие вести. Тогда Александр сам отправился в Орду, выхлопотал прощение Узбека и даже получил обратно Тверское княжество (1338).
Однако, узнав об этом, враг Александра Великий князь Владимирский Иван Калита отправился в Орду и оговорил его перед ханом Узбеком. Узбек вновь вызвал Александра Михайловича к себе в ставку. И хотя ханский посол уверял его в благосклонности хана, князь Александр почувствовал опасность и для начала отправил в Орду Фёдора, чтобы тот выяснил настроение Узбека. Однако Александр Михайлович получил новый зов от хана и вынужден был ехать сам.
Встретив отца, Фёдор сообщил ему, что дела идут плохо. Александр ответил на это: «Да будет воля Божия!» Он отнёс хану и всему его двору богатые дары, но они были приняты с мрачным безмолвием. В течение месяца Александр и Фёдор жили в Орде, молились и ждали своей участи. Некоторые приближённые Узбека и даже его жена пробовали вступиться за тверского князя, но Иван Калита прислал в Орду двух своих сыновей, и их слова решили дело. Узбек приговорил Александра к смерти.

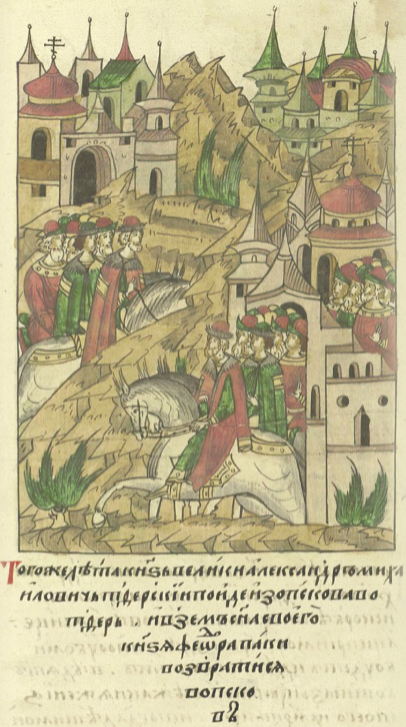
Александр Михайлович Тверской и его сын Фёдор уходят из Пскова в Тверь

Поняв, что гибель неизбежна, Александр и Фёдор причастились и обняли верных слуг. Вскоре к ним вошли отроки и с плачем объявили о приближении палачей. Александр и Фёдор сами вышли навстречу к убийцам. Им отрубили головы, а затем «разняли по суставам». По преданию, перед смертью Фёдор проклял находившегося в орде сына Калиты Семёна Гордого (позже все шесть сыновей Семёна умерли в младенчестве и он не оставил наследников).
Растерзанные тела их были привезены во Владимир, где их отпел митрополит Феогност, а затем погребены в Твери, в церкви Святого Спаса.

## В культуре
Фёдор Александрович действует в романе Дмитрия Балашова «Бремя власти».